# Stylidium turbinatum
Stylidium turbinatum este o specie de plante dicotiledonate din genul Stylidium, familia Stylidiaceae, ordinul Asterales, descrisă de A. Lowrie și Amp; K.F. Kenneally. Conform Catalogue of Life specia Stylidium turbinatum nu are subspecii cunoscute.

## Galerie de imagini

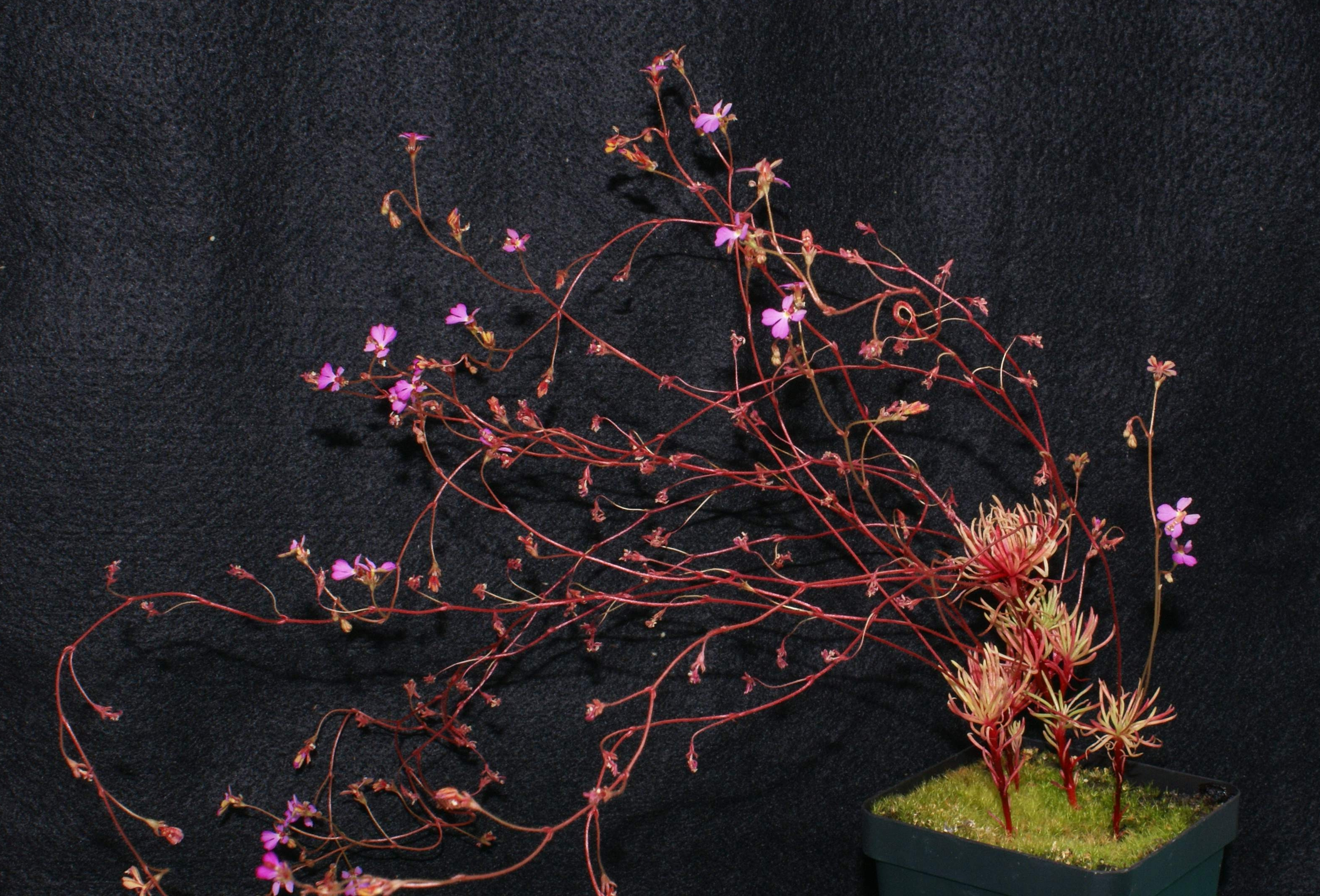